# Combretum sundaicum
Combretum sundaicum là một loài thực vật có hoa trong họ Trâm bầu. Loài này được Miq. mô tả khoa học đầu tiên năm 1861.